# Mashuro
Mashuro är ett vattendrag i Burundi.   Det ligger i provinsen Rutana, i den centrala delen av landet, 110 kilometer sydost om huvudstaden Bujumbura.
Omgivningarna runt Mashuro är huvudsakligen savann. Runt Mashuro är det ganska tätbefolkat, med 100 invånare per kvadratkilometer.